# حسی (عاشورا)
حُسَی (انگلیسی: Hosay برگرفته از حسین) سوگواری محرم رایج در میان هندی‌های کارائیب به ویژه ترینیداد و توباگو، گویان، سورینام , جامائیکا است.

## برگزاری
در ترینیداد و توباگو، مقبره‌های چند رنگ مدل یا مقبره‌هایی به شکل مسجد معروف به تادجه برای نمایش قسمت نمادین این بزرگداشت استفاده می‌شود. با این مقبره‌ها رژه می‌روند، سپس در آخرین روز به صورت آئینی به دریا منتقل می‌شوند و در نهایت در آب دور ریخته می‌شوند. به‌طور کلی، حسی ده روز طول می‌کشد و مطابق تقویم هجری قمری و مطابق با ده روز عاشورا که توسط مسلمانان شیعه در سراسر جهان گرامی داشته می‌شود، اجرا می‌شود. چهار روز آخر بیشترین فعالیت را دارد زیرا شش روز اول برای آن‌ها روزهای روزه داری، نماز و ساختن تادجه ها است. اگرچه حسی به‌طور سنتی برای حسین گرامی داشته می‌شد، اما جشن آن در دوران اخیر همه انواع رنگ‌ها و شخصیت‌هایی از اسلام سنی و ادیان دیگر از جمله هندوها و مسیحیان را دربر گرفته‌است و این رویداد مدرن را آمیزه ای از فرهنگ‌ها و ادیان مختلف کرده‌است. در این رویداد هم مسلمانان و هم غیرمسلمانان حضور دارند و محیطی از احترام و تحمل متقابل را به تصویر می‌کشند. طرحی منحصر به فرد در مراسم حسی در سدروس، روستای ساحلی واقع در انتهای جنوب غربی ترینداد یافت می‌شود که از نظر هنر به سبک منحصر به فردی ساخته شده‌است که در هیچ جای دیگر جهان یافت نمی‌شود. در روزنامه‌های ترینیداد و همچنین گزارش‌های دولتی در قرن نوزدهم، هوسی را «کارناوال جالب» نامیده‌اند.

## سرکوب
در دهه ۱۸۸۰ مقامات استعماری بریتانیا به‌طور فزاینده ای نگران تجمعات عمومی بودند و در سال ۱۸۸۴ فرمان ممنوعیت از برگزاری مراسم عمومی هوسی را صادر کردند.
هزاران کارگر که سالی را صرف ساختن تادجه خود کرده بودند، به یک هندو به نام سوخو پیوستند و از دولت درخواست کردند که طبق توافق خود با فرماندار اجازه برگزاری جشنواره را بدهد. هنگامی که همه درخواست‌ها نادیده گرفته شد، به دلیل نادیده گرفتن ممنوعیت جدید در زمان مقرر اعتراضات به خیابان‌ها کشانده شد. اولین کسی که تاجه خود را به خیابان آورد در ماه‌های گذشته این حق را کسب کرده بود، و در برخی از شهرها، حسی پیش رفت. در بندر اسپانیا (سنت جیمز) پلیس مداخله ای نکرد،
اما در مون رپوس، سان فرناندو، در پنجشنبه، ۳۰ اکتبر ۱۸۸۴، به سوی جمعیت زنان، کودکان و مردان شلیک شد. پس از شلیک‌های پلیس برای متفرق کردن راهپیمایی، ۲۲ سرخپوست کشته شدند و ۱۲۰ نفر مجروح شدند. آن روز معمولاً در تاریخ ترینیداد به عنوان قتل‌عام محرم سرخپوستان و به عنوان شورش‌های حسی در سوابق بریتانیا و استعمار نامیده می‌شود.

## حواشی
با توجه به نژادها و مذاهب مختلف مسلمان این مراسم تغییرات و حواشی زیادی داشته به طوری که این مراسم بیشتر از اینکه شبیه تعزیه و عزاداری شبیه به یک کارناوال شده است.
مراسم «حسی» یک نمونه کوچک از سیاست «کشاکش فرهنگی» است.
دولت ترینیداد هم سعی دارد از این مراسم برای جذب گردشگر و تبدیل آن به جشنواره ملی استفاده کند و حتی خواستار برگزاری این مراسم در سالروز استقلال این کشور بود که با مخالفت روبرو شد.